# Roman Żurowski (przedsiębiorca)

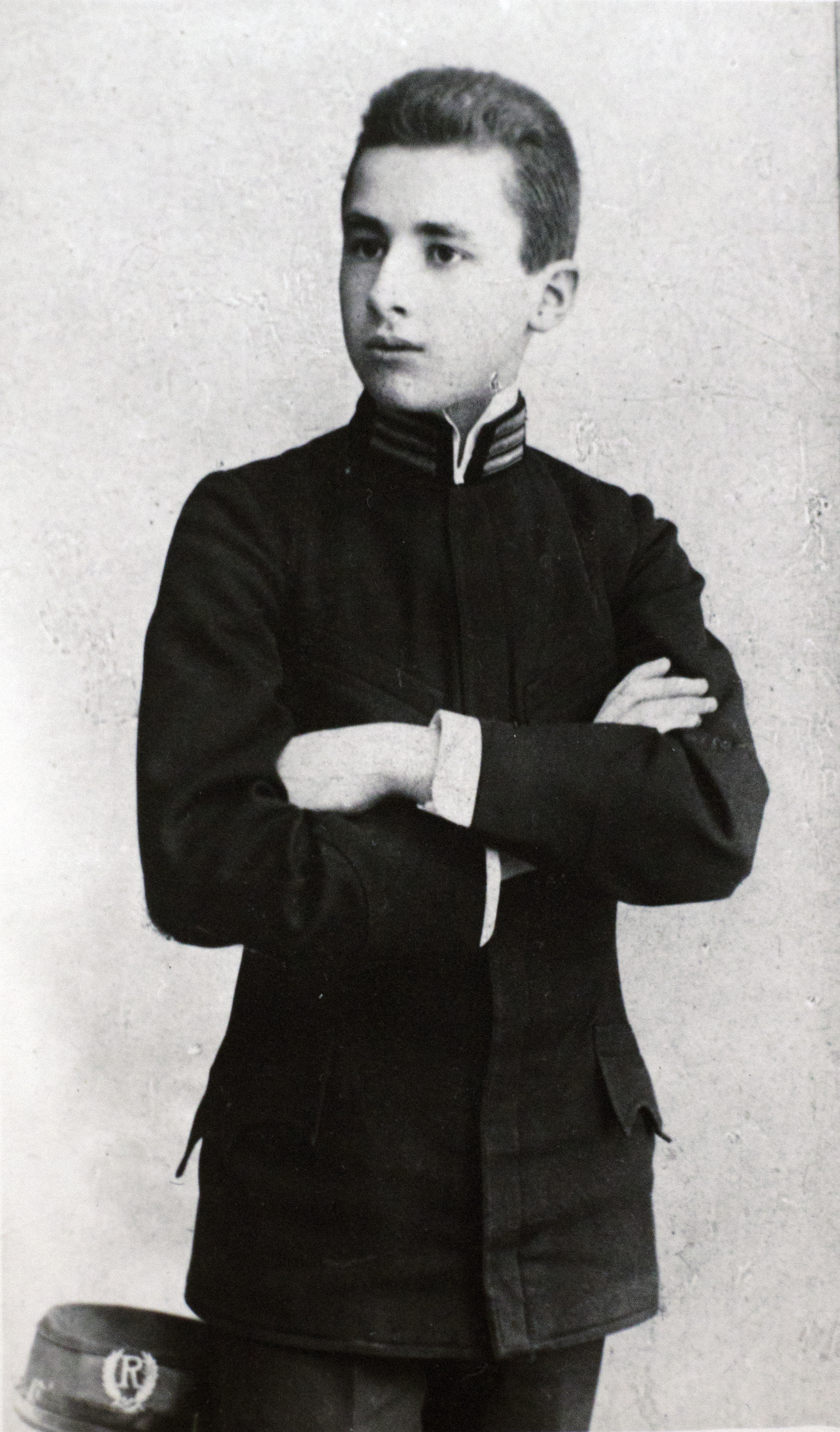
Gimnazjalista Roman Żurowski, ok. 1903 r.

Roman Stefan Dominik Żurowski (ur. 31 lipca 1886 w Ulicku-Seredkiewicz, zm. 1 lub 2 kwietnia 1943 w Warszawie) – ziemianin, właściciel dóbr Leszków, przedsiębiorca, założyciel fabryki włókienniczej i wytwórni samodziałów Leszczków, inżynier architekt, kolekcjoner sztychów i starodruków.

## Życiorys

### Dzieciństwo i młodość
Urodził się 31 lipca 1886 w Ulicku-Seredkiewiczu jako pierwsze dziecko Stanisława (1841–1906) i Teresy z Konopków z Mogilan (1858–1952). Ojciec nie odziedziczył po przodkach własnego majątku i zarządzał majątkami innych ziemian, m.in. Fredrów i Skarbków. Miał dwóch braci Stanisława Adama Jacka (1888–1967) i Józefa Andrzeja Franciszka (1892–1936) oraz jedną siostrę Felicję Bronisławę (1894–1977).
Pierwszą naukę otrzymał w domu w Podhajczykach, 3 km od miasta powiatowego Rudki, gdzie rodzina się zatrzymała, gdy ojciec zarządzał kluczem majątków Andrzeja Fredry, wnuka Aleksandra Fredry. Egzaminy zdawał z braćmi w szkole w Rudkach. W 1896 wyjechał do szkoły kadetów w Koszycach. Gimnazjum realne ukończył we Lwowie i maturę zdał w 1903 na celująco. Po maturze rozpoczął studia na kierunku architektury na Politechnice Lwowskiej. Równocześnie podjął pracę zarobkową w biurze architekta Wojciecha Dębińskiego. Po paru latach, razem z architektem Dębińskim zaczął budować kamienice we Lwowie przy ul. Chodkiewicza i Nabielaka. Zaangażowanie w prace budowlane utrudniało mu obronę dyplomu. Wyjechał na roczne studia do Sterlitz/Monachium i tam na politechnice w ciągu roku zdobył dyplom inżyniera architekta w 1912. Powrócił do Lwowa i na własny rachunek wybudował secesyjną kamienicę przy ul. Nabielaka 35. Kamienicę zamienił w 1913 na mały majątek ziemski Podłuże należący do inż. Chlebowskiego (300 morgów) położony niedaleko Stanisławowa. Na czas I wojny światowej wydzierżawił majątek swoich krewnych po kądzieli, Kraińskich, w Wyszatycach w województwie przemyskim i ewakuował z Podłuża całą rasową siementalerowską oborę. Podłuże sprzedał po wojnie i 11 września 1919 kupił Leszczków, majątek z 352 ha ziemi, młynem i gorzelnią.

### Ziemianin i przedsiębiorca
W 1923 zbudował wraz z żoną fabrykę włókienniczą i wytwórnię samodziałów wełnianych Leszczków, które dzięki wysokiej jakości produktów z 100% wełny i artystycznym  uzdolnieniom Karoliny Żurowskiej (tworzyła wzory i nadzorowała proces wykończenia), zdobyły rynek wewnętrzny w Polsce (sprzedawane w 13 sklepach firmowych) jako ekskluzywne materiały ubraniowe. Na wystawach w Paryżu (1937) i w Nowym Jorku (1939) wyroby Leszczkowa zostały wyróżnione nagrodami.
Jako właściciel majątku ziemskiego prowadził oborę zarodową bydła rasy polskiej czerwonej oraz owiec z Pomorza, które rozmnażał baranem rasy Île-de-France, sprowadzonym z Francji.

### Żona i dzieci
25 czerwca 1913 ożenił się z Karoliną z Kraińskich (1891–1980), córką Wincentego (1844–1924) i Heleny z Szumlańskich (1850–1932). Pierwsze dziecko stracili  w 1914. U Karoliny odkryto gruźlicę i następnie wyjechała do Szwajcarii na roczne leczenie. W Podłużu urodził się Wincenty (1915–1994) i Maria Helena (1916–1999). Stanisław Andrzej (1918–1996) urodził się w Perespie, majątku rodziców Karoliny, Wanda (1920-zmarła młodo) i Anna (1922–1943, zmarła na Majdanku) urodziły się w Leszczkowie, a Klementyna (1924) w Perespie.

### Pawiak i al. Szucha
30 grudnia 1942 został wraz z żoną i trzema córkami aresztowany w mieszkaniu przy ul. Brackiej 13/16. Donos złożył ksiądz greckokatolicki Josyp Kładoczny, konfident Gestapo, sekretarz arcybiskupa Andrzeja Szeptyckiego metropolity Lwowa. 17 stycznia 1943 żona wraz z córkami zostały przewiezione do obozu koncentracyjnego na Majdanku. Od tego dnia pełnił funkcję korytarzowego na Pawiaku co dało mu możliwość opieki nad więźniami, którzy powracali pobici po przesłuchaniach i pozostawieni sami sobie. 22 marca przewieziono go na przesłuchanie na al. Szucha. Przesłuchiwał go gestapowiec Lorenz. Wrócił stamtąd mocno pobity. Został przeniesiony do izolatki i w następnych dniach znów przewieziono go do siedziby Gestapo. 30 marca świadek Ryszard Okuń był konfrontowany z nim leżącym na noszach w „stanie zmaltretowania do najwyższych granic”. Taką samą konfrontację z początkiem kwietnia relacjonuje Bronisław Mróz-Długoszewski. Z przesłuchań nie wrócił już na Pawiak. Ciało jego nie zostało odnalezione.

## Działalność społeczno-polityczna
- Prezes Związku Ziemian w powiecie Sokalskim[9].
- Był zwolennikiem ugody polsko-ukraińskiej i uczestniczył w 1942 w tajnym spotkaniu z arcybiskupem greckokatolickim Andrzejem Szeptyckim we Lwowie[16].
- Planował wybudowanie kościoła w Leszczkowie[c].
- Miał ugruntowany światopogląd chrześcijański bez uprzedzeń rasowych. W swojej fabryce i majątku zatrudniał Ukraińców i Żydów na równi z Polakami. Po przyłączeniu Austrii do III Rzeszy pomógł wiedeńskiemu laryngologowi pochodzenia żydowskiego prof. Schotzowi wyjechać z Austrii do Polski, a następnie dalej do USA[17]. W czasie II wojny światowej ukrywał Żydów w swoim majątku w Leszczkowie, m.in. Józefa Formę[18] i przez krótki czas mecenasa Leona Rothfelda, adwokata z Przemyślanów, ojca Adama Daniela Rotfelda, ministra spraw zagranicznych w 2005[d].

## Zainteresowania
Zamiłowany kolekcjoner sztychów i starodruków. Jego zbiory, jedne z największych w Polsce, zostały rozgrabione przez gestapo w 1943.

## Ordery i odznaczenia
- Krzyż Kawalerski Orderu Odrodzenia Polski (10 listopada 1933)[19]
- Złoty Krzyż Zasługi (2 stycznia 1936)[20]